# Glicerone-fosfato O-aciltransferasi
La glicerone-fosfato O-aciltransferasi è un enzima appartenente alla classe delle transferasi, che catalizza la seguente reazione:
acil-CoA + glicerone fosfato ⇄ CoA + acilglicerone fosfato
Quest'enzima è una proteina di membrana. Usa il CoA derivato dal palmitato, stearato e dall'oleato, con una più alta attività sul palmitoil-CoA.